# カーゴ・カルト
カーゴ・カルト（cargo cult）とは、主としてメラネシアなどに存在する招神信仰である。いつの日か、先祖の霊・または神が、天国から船や飛行機に文明の利器を搭載して自分達のもとに現れる、という物質主義的な信仰である。直訳すると「積荷信仰（つみにしんこう）」。近代文明の捉え方について独特の形態をとることが特徴である。

## 特徴
パプアニューギニアのマダン地区ボギア地方で起こったマンブ運動を研究した人類学者ケネルム・バリッジの著書『Mambu. A Melanesian Millennium』（1960年）などに基づくと、カーゴ・カルトの特徴は次のように整理される。
- カーゴの到来への期待と、その時が差し迫っていることを告げる預言。多くの場合、カリスマ的な指導者が超自然的な方法でメッセージを受け取り、それを預言として流布させる。
- カーゴの源泉は超自然的な領域（天国）にあると考えられており、カーゴはカーゴ神（カーゴを創造している超自然的存在）や先祖の霊と共に「汽船」で（内陸部の山岳地帯では「飛行機」で）到来（帰還）する。その際、多くのカーゴ・カルトでは、先祖は白人（白い肌をした存在）として戻ってくると考えられている。
- カーゴ・カルトのプラクシスとして、カーゴを受け入れるために、桟橋や滑走路が敷設されたり、倉庫や装飾された特別な建物が建設されたりする。沖合や上空を通過する船舶や飛行機を「おびき寄せる」ために、はりぼての「船」や「飛行機」を設置する。また、「カーゴ」の到来を促進するために、興奮状態（トランス状態）になって集団でダンスや歌を続けたり、放心状態となって海岸で水平線を見つめたりすることに専心する（それゆえ、日常のルーティンがすべて放棄され、村落の生活が荒廃してしまう）。さらに、たとえば集落の広場に整列して行進したり、盛装をしてテーブルについたりと、ヨーロッパ人の行動の模倣を行う。
- 白人（ヨーロッパ人）がカーゴを独占しているのは、カーゴの獲得方法（ネイティブにしてみれば、それは超自然的な呪術的方法ということになる）を白人がネイティブに明かさないからか、もしくはもともとネイティブ向けに送られたカーゴを白人が不正な手段を講じて横領してしまったからであると、カーゴの分配についての不等な現状が説明される。

## 歴史
1919年、パプアニューギニアのガルフ地区に駐在していた行政官のもとへ、沿岸地域の村々で住民らが興奮状態にあるという報告が届いた。この報告によれば、村落に現れた先祖の霊が、カーゴを満載した大きな船で親族の霊が戻ってくるので、その受け入れ準備をするように告げ、指導者らはこれに従って歓迎の準備を命じ、白人と雇用契約を結んではならないと告げたという。住民の興奮状態は1920年5月22日付で沈静化した旨が記録されているが、この間には彼らが日常のルーティンを放棄したことで、生活は荒廃していったという。また、以後も同様の興奮状態が単発的に繰り返された。この後に人類学者F・E・ウィリアムズが行った調査の結果は、1923年に『ガルフ地区におけるヴァイララ狂信と土着儀礼の破壊』として発表された。これをきっかけに「ヴァイララ狂信」（Vailala Madness）という言葉が広く知られるようになり、後にはカーゴ・カルトの典型とみなされるようになった。
カーゴ・カルトという言葉が初めて使われたのは、雑誌『パシフィック・アイランズ・マンスリー』（Pacific Islands Monthly）の1945年11月号に掲載されたノリス・メルビン・バード（Norris Mervyn Bird）の論考においてである。この論考では、カーゴ・カルトという概念とヴァイララ狂信を併置し、メラネシア各地で生じた類似の事例を包括する枠組みであるとした。
人類学の分野で用語として定着したのは、ピーター・ワースレイの著作『千年王国と未開社会：メラネシアのカーゴ・カルト運動』（The Trumpet Shall Sound: A study of "cargo cults in Melanesia, 1957年）以後であり、これと同時に研究も本格化していくことになる。また、カーゴ・カルトを植民地状態から生じた社会的運動であったと初めて明確に主張したのもワースレイである。ワースレイはカーゴ・カルトを植民地主義的な経済的・政治的抑圧に対する未発達な形態の階級闘争、あるいは「異文化接触の合理的理解の運動」と位置づけたが、一方でさらに後年の研究においては、いわゆるカーゴ・カルトが政治的な組織と直接関係した事例は必ずしも多いわけではなく、またすべてのカーゴ・カルトが反植民地主義や反ヨーロッパ主義を特徴としたわけではないことが指摘された。例えば、バリッジが『Mambu』で取り上げたマンブ運動や、ピーター・ローレンスが著作『Road Belong Cargo』（1964年）で取り上げたヤリ運動は、ヨーロッパ人との関係を植民地状況においていかに再構築するかが目的であったとされる。ネイティブの信じる「同等性を原理とした互酬性の交換システム」において、ヨーロッパ人との不当な関係を解釈した場合、ヨーロッパ人と対等ではない以上は人間ではない、あるいは道徳的な欠陥を持つ存在となってしまう。そこで、ネイティブが持たないカーゴを獲得することが目的となり、ヨーロッパ人と対等の「新しい人間」存在へと変容するための運動が起こった。この中で対等者としての、いわば「聖痕」を与える、両者を包括、あるいは超越した「新しい人間」の祖型としてマンブなる存在が創造され、これを信仰するマンブ運動が生まれた。1960年代の研究では、包括的な研究よりも、むしろ特定のカーゴ・カルトと土着の伝統的な信仰との類似性が注目され、こうした中でいわゆるカーゴ・カルトの多くは、ヨーロッパ人にとっては奇異に写ったものの、実態は従来の宗教儀式のバリエーションにすぎないと解釈されることも多くなった。

### ジョン・フラム信仰
バヌアツ・ニューヘブリデス諸島のタンナ島では、宣教師らが定めた規範を放棄し、伝統的な習慣に立ち戻ることによって、ジョン・フラムという人物から富がもたらされるという信仰がある。現在語られるところでは、ジョン・フラムが初めてタンナ島に現れたのは1939年であるという。彼の名は「ジョン・フロム・アメリカ」に由来するとも、白人や宣教師の影響を一掃する箒、すなわちブルームに由来するとも言われる。第二次世界大戦中に島民の多くがアメリカ軍の補助部隊に参加したこともあり、現在のジョン・フラム像にはアメリカ軍のイメージが重ねられている。そのため、戦後にはアメリカ軍のイメージを投影したシンボルや儀式が数多く考案された。
また、イギリスのエジンバラ公フィリップをジョン・フラムの兄弟および積荷を積んだ飛行機の操縦者であるとして信仰の対象に含めている地域もある。

## 「カーゴ・カルト」概念に対する批判
カーゴ・カルト研究が進むにつれて、歴史性とイデオロギー性を背景とする「カーゴ・カルト」という概念自体の有効性が問題化されるようになった。そして、世界的なポストモダン的思潮の最中にあって、トーテミズムに対して行われたような、カーゴ・カルトに対する脱構築の試みが現れ始めた。
カーゴ・カルトの典型とされるヴァイララ狂信について、実際にこれが存在した時代に研究を行ったのはウィリアムズただ1人で、以後の研究も彼の著作に依拠せざるを得なかった。しかし、「植民地政府お抱えの人類学者」であったウィリアムズの研究は、植民地行政にとって不都合で説明不能でもあるネイティブの事象を「ヴァイララ狂信」というカテゴリーに囲い込むことで、彼らを「病理を呈している患者」に仕立て上げ、植民地支配を可能にし、正当化したと批判される。
批判者の中でも特に先鋭的な論調としては、例えばナンシー・マクダウェル（Nancy McDowell）が主張する、カーゴ・カルトなる概念は西洋人の偏見が作り出した虚構のメラネシア文化であり、現実にはそのような文化は存在しないというものがある。この主張においては、メラネシアの人々のこの信仰は、突如現れた旧来の常識では理解不能な異文明を、旧来の常識をもってどうにか止揚した彼らなりの解釈のしかたであり、この思考自体は何ら突飛なものではなく全世界普遍の反応であって「カーゴ・カルト」とは人類普遍の考え方の一部を切り出して名前を付けただけのものであるとする。
1950年代には、カーゴにはシンボルとしての土着的な意味が備わっていて、土着人は対象とされる品物以上の、何か特殊な価値を求めているという解釈が既に語られ始めていた。カーゴ・カルトという概念が、植民地主義に対し生じたストレスやトラウマを根源とする多くの複雑かつ異なる社会的・宗教的運動全てを区別せず適用されてきたと批判する立場の人々は、信仰の目的はカーゴという物質的なものよりは、民族自決のように多用かつ不定形のものであったとする。ジョン・フラム信仰はカーゴ・カルトの典型とみなされることも多いが、バヌアツ文化センターの職員ジャン＝パスカル・ワヘ（Jean-Pascal Wahé）は、しばしば語られる「座って助けを待つだけの物語」と、ジョン・フラムは無関係であると指摘する。ジョン・フラムは島民にとっての伝統の統一された象徴であり、外部からもたらされる変化ではなく、タンナ島民の文化的アイデンティティの象徴であるという。

## 類似信仰
- オランダから植民地として圧政を受けていたオランダ領東インドの人々の間では、12世紀の王ジョヨボヨ（en:Jayabaya）が『バラタユダ』に書いた「北方から黄色い人間の軍隊が来攻、異民族支配を駆逐し、代わって支配するが、それはジャグン （トウモロコシ） 一回限りの短い間である」という予言が度々信じられており、1942年3月1日にオランダ領ジャワ島に上陸した日本軍はこの予言に重ねられて被支配層の人々から歓迎を受けた。インドネシアは独立後も似た様な予言が度々語られている[要出典][4]。
- アステカ民族は1519年にやって来たスペイン人を、「一の葦の年（1519年）に復活する」と宣言してアステカを去った白い善神ケツァルコアトル（白い肌に黒い髪をしており生贄の儀式を嫌うという点にスペイン人が共通していた）と同一視したため、侵略を許してしまった。
- 19世紀後半にアメリカで発生したゴースト・ダンスは、インディアンがアングロアメリカ人から抑圧された事で生まれた儀式である。パイユート族（英語版）の予言者ウォヴォカ（英語版）は、特定の形式で踊る事で先祖が鉄道に乗って帰還し、到来する新たな世界ではインディアンの自由とバッファローが復活し白人が抑圧される事になると説いた。
- 現代のUFO信仰はカーゴ・カルトになぞらえられる。一部のUFO信奉者は近代兵器には宇宙人からもたらされた技術が用いられていると考えている。また一方でUFO信奉者自身もカーゴ・カルトの事例を古代宇宙飛行士説の説明に用いる。エーリッヒ・フォン・デニケンら古代宇宙飛行士説論者は上述の近現代における南太平洋のカーゴカルト信仰のような出来事が太古の地球においても宇宙人との接触によって引き起こされ、世界各地の神話や不思議な遺跡（オーパーツ）はその名残だと主張する。

## その他の用法
この文化は物理学者リチャード・P・ファインマンのカリフォルニア工科大学での卒業式式辞で言及され、また彼の著書『ご冗談でしょう、ファインマンさん』に収録されたことでも知られる。この式辞でファインマンは、カーゴ・カルトの信者は外見上は正しく空港やヘッドセット、竹の「アンテナ」を作るが、飛行機は来ないと指摘した。ファインマンは、科学者もしばしばその愚に陥るが、そのような科学の形だけを真似ただけの、正直さに欠ける行為は「カーゴ・カルト・サイエンス」であり、尊敬にも支援にも値しないものだと主張した。

### 消費社会
- 「カーゴ・カルト」は現代、とりわけ商業分野において用いられる。商業的に大成功を収めたもの（人、食品、製品、サービス、作品など）には大抵、劣化コピーを作る模倣者が現れるが、オリジナルの本質を捉えていないため成功には繋がらない。このような模倣行為、または、思慮不足のために行った無駄な努力・儀式をカーゴ・カルト的とする。
  - 「cargo cult」という英熟語は、本質を理解せず表層のみを模倣する人々を指す。
- 表層にだけ拘り実態を見ない、という意味では、カタログ世代（性能数値、品質、材質、機構、製造企業などに過剰に拘り、肝心の使い心地や必要な機能を考慮しない）という流行語もこれに該当する。

### ソフトウェア
- コンピュータ・プログラミングの世界にもカーゴ・カルト・プログラミングという用語があり、何の役にも立たないかも知れないコードを儀式的に含めておく行為を指す。ソフトウェアのバグ回避策としてや、そのプログラマが知らない何らかの理由によって必要なのだと、コードを含めた当人は信じている[5]。
- カーゴ・カルト・ソフトウェア工学は、ソフトウェア工学分野における造語で、成功しているソフトウェア開発集団のやり方を猿真似して失敗した開発集団を指す[6]。

## 関連作品
- 世界残酷物語
- ニルヤの島 - SF小説。主要人物が文化人類学者。ジョン・フラム信仰について言及あり。（柴田勝家）
- ミラクル・ワールド ブッシュマン - 南西アフリカにおいてコカ・コーラの瓶がいかに積荷信仰を発生させたかという映画。
- マッドマックス/サンダードーム - 劇中でカーゴ・カルトの様式を持つ部族が登場する。
- マッドメン（諸星大二郎）
- 阿呆船（佐藤史生） - 阿呆船をカーゴ・カルトに見立てたSF漫画。
- ドリーム･パーク（英語版） - SF・殺人推理小説。積荷信仰が背景設定に用いられている。
- 守株（待ちぼうけ）
- アルアル島の大事件（英語版） - クリストファー・ムーア (作家)（英語版）の小説。